# Piat Alexandre Joseph Desmoutier
Piat Alexandre Joseph Desmoutier est un homme politique français né le 12 janvier 1761 à Douai (Nord) et décédé le 25 février 1842 au même lieu.
Maire de Douai, il est député du Nord en 1815, pendant les Cent-Jours.

## Sources
- « Piat Alexandre Joseph Desmoutier », dans Adolphe Robert et Gaston Cougny, Dictionnaire des parlementaires français, Edgar Bourloton, 1889-1891 [détail de l’édition]